# درب المحبة (مسلسل)
درب المحبة، مسلسل اجتماعي درامي سعودي من إنتاج التلفزيون السعودي.

## بطولة
- عبد العزيز جاسم
- مرح جبر
- فاطمة الحوسني
- فايز المالكي
- بدرية احمد
- محمد الجناحي
- ليلى السلمان
- لطيفة المجرن
- إبراهيم الحساوي
- منى شداد
- لمياء طارق
- أميرة محمد
- سلطان العنزي
- وفاء مكي
- ميساء مغربي
- سميرة عابد

### ضيوف الشرف
- جعفر الغريب
- إبراهيم السويلم
- أمين الصايغ

### لأول مرة
- فهد القصبي

### تأليف
ليلى عبدالعزيز الهلالي

### إخراج
عامر الحمود.

## وصلات خارجية
- صفحة المسلسل على موقع السينما
- عامر الحمود يواصل تصوير (درب المحبة) وبقي على النهاية 25 يوما (جريدة الرياض)
- شارة بداية مسلسل درب المحبة على يوتيوب